# The Pointer Sisters
The Pointer Sisters američki je ženski vokalni glazbeni sastav.
Početci sastava sežu u 1969. kada su Bonnie Pointer i najmlađa sestra June djelovale kao duo, a prije nego što su objavile prvi studijski album 1973., pridružile su im se sestre Anita i Ruth. Sastav je bio popularan 1970-ih, a komercijalni vrhunac dosegao je 1980-ih iz kojeg su vremena najveće uspješnice poput „Fairytale” (1974.), „Fire” (1978.), „He's So Shy” (1980.), „Slow Hand” (1981.), te singlovi s njihovog najuspješnijeg albuma Break Out izdanog 1984.: „Automatic” „I'm So Excited” te „Neutron Dance”.
Tri su puta nagrađene nagradom Grammy, i to za singl „Fairytale” 1974., te za singlove „Automatic” i „Jump (For My Love)” 1984.

## Studijski albumi
- The Pointer Sisters (1973.)
- That's a Plenty (1974.)
- Steppin' (1975.)
- Having a Party (1977.)
- Energy (1978.)
- Priority (1979.)
- Special Things (1980.)
- Black & White (1981.)
- So Excited! (1982.)
- Break Out (1983.)
- Contact (1985.)
- Hot Together (1986.)
- Serious Slammin' (1988.)
- Right Rhythm (1990.)
- Only Sisters Can Do That (1993.)

## Vanjske poveznice
- Stranice sastava